# Jennifer Hohl
Jennifer Hohl (nascida em 3 de fevereiro de 1986) é uma ex-ciclista de estrada profissional suíça. Representou o seu país, Suíça, nos Jogos Olímpicos de Verão de 2008 e mais tarde venceu três títulos do Campeonato da Suíça de Ciclismo em Estrada na categoria elite (2008, 2009 e 2012).
Antes de se retirar para se concentrar principalmente em sua vida familiar e carreira de nogócios, Hohl competiu por três temporadas pela Bigla Cycling Team desde 2006, seguido por suas curtas passagens anuais na Noris Cycling (Alemanha) e Faren-Honda Team (Itália).
Ela foi qualificada para o pelotão suíço na prova de estrada feminina nos Jogos Olímpicos de Verão de 2008 ao receber uma das três vagas disponíveis do país cedido pela Copa do Mundo UCI. Passando a marca de 102,6 km, Hohl caiu no chão após bater sua bicicleta em uma colisão pesada contra um pequeno grupo de ciclistas, e posteriormente, abandonou a corrida antes de atingir a barreira de 3:03.